# 송화도서관
송화도서관은 경상북도 경주시에 있는 공립 도서관이다.

## 연혁
- 2011년 6월 27일 개관